# Osgood (Ohio)
Osgood es una villa ubicada en el condado de Darke en el estado estadounidense de Ohio. En el Censo de 2010 tenía una población de 302 habitantes y una densidad poblacional de 341,94 personas por km².

## Geografía
Osgood se encuentra ubicada en las coordenadas 40°20′22″N 84°29′44″O / 40.33944, -84.49556. Según la Oficina del Censo de los Estados Unidos, Osgood tiene una superficie total de 0.88 km², de la cual 0.88 km² corresponden a tierra firme y (0%) 0 km² es agua.

## Demografía
Según el censo de 2010, había 302 personas residiendo en Osgood. La densidad de población era de 341,94 hab./km². De los 302 habitantes, Osgood estaba compuesto por el 98.34% blancos, el 0% eran afroamericanos, el 1.66% eran amerindios, el 0% eran asiáticos, el 0% eran isleños del Pacífico, el 0% eran de otras razas y el 0% pertenecían a dos o más razas. Del total de la población el 1.32% eran hispanos o latinos de cualquier raza.